# Aleksandr Chalifman
Aleksandr Walerjewicz Chalifman, ros. Александр Валерьевич Халифман (ur. 18 stycznia 1966 w Leningradzie) – rosyjski szachista, w 1991 roku reprezentant Niemiec, mistrz świata Międzynarodowej Federacji Szachowej (FIDE) w latach 1999–2000.

## Kariera szachowa
Pierwsze sukcesy na arenie międzynarodowej odniósł w drugiej połowie lat 80. XX wieku. Na przełomie 1985 i 1986 zdobył w Groningen tytuł mistrza Europy juniorów do lat 20. Dwukrotnie podzielił piąte miejsce w prestiżowych turniejach w Reggio Emilia (1991) oraz w Linares (1995). W 1996 zdobył w Eliście tytuł indywidualnego mistrza Rosji, natomiast w roku 2000 podzielił III m. w Linares za Władimirem Kramnikiem i Garri Kasparowem. Do innych jego sukcesów należą zwycięstwa w mistrzostwach Moskwy (1985 i 1987), Groningen (1990), Ter Apel (1993), Eupen (1994), Petersburgu (1995 i 1997), Aarhus (1997), Bad Wiessee (1998), Hoogeveen (2000) i w Baznie (2007).
Największym osiągnięciem Chalifmana było zdobycie tytułu mistrza świata na turnieju w Las Vegas w 1999. Rozgrywano go systemem pucharowym. W bezpośrednich mini meczach Chalifman wyeliminował m.in. Borisa Gelfanda i Judit Polgar, by w finale pokonać Wladimira Hakopiana 3½ do 2½. Wcześniej z turnieju odpadli m.in. Władimir Kramnik, Michael Adams i Aleksiej Szyrow.
Między 1992 a 2004 czterokrotnie reprezentował Rosję na olimpiadach szachowych. W swoim dorobku posiada 6 medali: drużynowo 3 złote (1992, 2000, 2002) i srebrny (2004) oraz indywidualnie srebrny (za uzyskany rezultat na III szachownicy) i brązowy (za uzyskany wynik rankingowy) z 2002. Był również dwukrotnym medalistą drużynowych mistrzostw świata (złotym w 1997 i brązowym w 1993), jak również drużynowym mistrzem Europy (2003).
Najwyższy wynik rankingowy w karierze osiągnął 1 października 2001; z 2702 punktami zajmował wówczas 13. miejsce na świecie.